# David Rodman
David Rodman (Jesenice, 10 settembre 1983) è un hockeista su ghiaccio sloveno.

## Carriera
Nel corso della sua carriera ha indossato, tra le altre, le maglie di HDD Jesenice, HK Acroni Jesenice, Vienna Capitals, IK Oskarshamn, Graz 99ers e Brûleurs de Loups.